# 189261 Hiroo
189261 Hiroo este un asteroid din centura principală de asteroizi.

## Descriere
189261 Hiroo este un asteroid din centura principală de asteroizi. A fost descoperit pe 11 decembrie 2004 la Yamagata de Koichi Itagaki. Asteroidul prezintă o orbită caracterizată de o semiaxă mare de 3,08 ua, o excentricitate de 0,37 și o înclinație de 16,0° în raport cu ecliptica.